# Фінал кубка Італії з футболу 1974
Фінал Кубка Італії з футболу 1974 — фінальний матч розіграшу Кубка Італії сезону 1973—1974, в якому зустрічались «Болонья» і «Палермо». «Палермо» на момент проведення турніру виступав у Серії B. Матч відбувся 23 травня 1974 року на «Стадіо Олімпіко» в Римі.

## Шлях до фіналу
| Болонья        | Болонья       | Раунд                            | Палермо    | Палермо       |
| -------------- | ------------- | -------------------------------- | ---------- | ------------- |
| Суперник       | Результат     | Кубок Італії з футболу 1973—1974 | Суперник   | Результат     |
| Дженоа         | 2–1 вдома     | Перший груповий раунд            | Фіорентіна | 2–0 вдома     |
| Авелліно       | 3–1 вдома     | Перший груповий раунд            | Перуджа    | 1–0 вдома     |
| Реджана        | 2–2 на виїзді | Перший груповий раунд            | Барі       | 1–1 на виїзді |
| Наполі         | 1–2 на виїзді | Перший груповий раунд            | Верона     | 0–0 на виїзді |
| Мілан          | 1–0 вдома     | Другий груповий раунд            | Ювентус    | 2–0 вдома     |
| Аталанта       | 2–1 на виїзді | Другий груповий раунд            | Чезена     | 1–1 на виїзді |
| Інтернаціонале | 2–0 вдома     | Другий груповий раунд            | Лаціо      | 0–1 на виїзді |
| Інтернаціонале | 1–2 на виїзді | Другий груповий раунд            | Ювентус    | 1–1 на виїзді |
| Мілан          | 1–1 на виїзді | Другий груповий раунд            | Чезена     | 2–0 вдома     |
| Аталанта       | 3–1 вдома     | Другий груповий раунд            | Лаціо      | 2–0 вдома     |

## Фінал
| 23 травня 1974 |

| «Болонья»           | 1:1 | «Палермо»        |
| ------------------- | --- | ---------------- |
| Савольді 90' (пен.) |     | Маджістреллі 32' |

| «Стадіо Олімпіко», Рим Глядачів: 18 000 Арбітр: Сержіо Гонелла |

|                                                     |     | Пенальті                                           |  |
| Бульгареллі · Крескі · Савольді · Новелліні · Печчі | 4:3 | Ванелло · Маджістреллі · Барбана · Вулло · Фаваллі |  |

|                  |  |                     |  |     |
|                  |  |                     |  |     |
| В                |  | Серджо Бузо         |  |     |
| З                |  | Таціо Роверзі       |  |     |
| З                |  | Анджело Рімбано     |  | 76' |
| З                |  | Франко Баттізодо    |  |     |
| З                |  | Франко Крескі       |  |     |
| ПЗ               |  | Іван Грегорі        |  | 46' |
| ПЗ               |  | Джакомо Бульгареллі |  |     |
| Н                |  | П'єтро Гетті        |  |     |
| Н                |  | Джузеппе Савольді   |  |     |
| Н                |  | Роберто В'єрі       |  |     |
| Н                |  | Фаусто Ландіні      |  |     |
| Запасні:         |  |                     |  |     |
| ПЗ               |  | Адріано Новелліні   |  | 46' |
| ПЗ               |  | Еральдо Печчі       |  | 76' |
| Головний тренер: |  |                     |  |     |
| Бруно Песаола    |  |                     |  |     |

|                  |  |                     |  |     |
|                  |  |                     |  |     |
| В                |  | Серджо Джирарді     |  |     |
| З                |  | Алессандро Дзанін   |  |     |
| З                |  | Альдо Черантола     |  |     |
| З                |  | Ігнаціо Арчолео     |  |     |
| З                |  | Даріо Пігін         |  |     |
| ПЗ               |  | Лоренцо Барлассіна  |  |     |
| ПЗ               |  | Ермініо Фаваллі     |  |     |
| ПЗ               |  | Сандро Ванелло      |  |     |
| Н                |  | Артуро Баллабіо     |  | 61' |
| Н                |  | Серджо Маджістреллі |  |     |
| Н                |  | Джакомо Ла Роса     |  | 46' |
| Запасні:         |  |                     |  |     |
| З                |  | Сальваторе Вулло    |  | 61' |
| Н                |  | Джорджо Барбана     |  | 46' |
| Головний тренер: |  |                     |  |     |
| Коррадо Вічіані  |  |                     |  |     |